# Adel El Hadi
Adel El Hadi (Biskra, 18 januari 1980) is een Algerijns voetballer die momenteel in eigen land bij CA Bordj Bou Arreridj werkzaam is.
Hij heeft niet echt de naam lang bij zijn club te blijven, want in zijn 12 jaar oude loopbaan versleet hij zijn leer al bij 6 verschillende clubs en bij enkele daarvan stond hij al 2 of 3 keer onder contract.
El Hadi speelt als aanvaller en kwam tussen 2000 en 2005 5 keer uit voor het Algerijns voetbalelftal.
In het seizoen 2003-2004 werd hij topscorer in de Algerijnse eerste klasse voor het team USM Annaba met 17 goals en in het seizoen 2006-2007 deed hij dat voor hetzelfde team, maar in tweede klasse. Ditmaal scoorde hij 19 goals.

## Spelerscarrière
| Seizoen   | Club                  | Land     | Competitie                    | Wed. | Goals |
| --------- | --------------------- | -------- | ----------------------------- | ---- | ----- |
| 1998-2000 | US Biskra             | Algerije | Algerian Championnat National | NB   | NB    |
| 2000-2001 | USM Annaba            | Algerije | Algerian Championnat National | 25   | 6     |
| 2001-2003 | CR Belouizdad         | Algerije | Algerian Championnat National | 24   | 1     |
| 2003-2005 | USM Annaba            | Algerije | Algerian Championnat National | 52   | 27    |
| 2005      | ES Setif              | Algerije | Algerian Championnat National | 10   | 1     |
| 2006      | US Biskra             | Algerije | Algerian Championnat National | 11   | 1     |
| 2006-2009 | USM Annaba            | Algerije | Algerian Championnat National | 78   | 31    |
| 2009-2010 | JSM Béjaïa            | Algerije | Algerian Championnat National | 22   | 4     |
| 2010-...  | CA Bordj Bou Arreridj | Algerije | Algerian Championnat National | 22   | 2     |
|           |                       |          | Totaal                        | 244  | 73    |